# جون موغابي
جون موغابي (بالإنجليزية: John Mugabi) مواليد 4 مارس 1960 في كامبالا، هو ملاكم أوغندي سابق صنّف ضمن فئة الوزن المتوسط. سبق أن شارك في دورة الألعاب الأولمبية الصيفية.

## إحصائيات
خاض خلال مسيرته 50 نزالا، فاز في 42 وتعادل في 1 وخسر في 7. فاز بالضربة القاضية في 39 نزالا.

## الميداليات
| الميدالية | المسابقة                       |
| --------- | ------------------------------ |
| فضية      | الألعاب الأولمبية الصيفية 1980 |

## روابط خارجية
- جون موغابي على موقع بوكس ريك (الإنجليزية) (registration required)
- جون موغابي على موقع أوليمبيديا (الإنجليزية)